# Bartłomiej Drągowski
Bartłomiej Drągowski (IPA: [barˈtwɔ.mʲɛj drɔŋˈɡɔfski]; Białystok, 19 agosto 1997) è un calciatore polacco, portiere del Panathīnaïkos e della nazionale polacca.

## Caratteristiche tecniche
Rapido, tecnico, ha un'elevata capacità di lettura delle situazioni di gioco, ed è dotato di ottimi riflessi. Sa anche essere un buon pararigori.

## Carriera

### Club

#### Gli inizi, Jagiellonia
Figlio dell'ex-calciatore Dariusz Drągowski, centrocampista del Jagiellonia e del Siarka Tarnobrzeg, si è formato calcisticamente nelle giovanili del MOSP Jagiellonia Bialystok. Nel 2013 ha fatto il suo esordio in III Liga nel Jagiellonia Bialystok II, la squadra riserve del Jagiellonia.
Ha debuttato in prima squadra a 16 anni il 27 maggio 2014, nel pareggio 4-4 di fine stagione con il Korona Kielce. La stagione successiva, alla sesta giornata di andata, viene chiamato a sostituire il portiere titolare Jakub Słowik espulso per fallo da ultimo uomo; la partita termina con una sconfitta per 1-3, ma l'ottima prestazione offerta gli permette di guadagnare il posto da titolare, che ha poi mantenuto per il resto della stagione. Al termine della stagione 2014-2015 ha ricevuto il premio come rivelazione dell'anno e come miglior portiere.
Nella stagione 2015-2016 si conferma titolare, facendo anche il suo esordio in Europa League, guadagnandosi le attenzioni di importanti club europei per le sue prestazioni.

#### Fiorentina e parentesi all'Empoli
Il 30 giugno 2016 viene acquistato a titolo definitivo per 2 milioni di euro dalla Fiorentina. Durante la stagione è la riserva del portiere romeno Ciprian Tătărușanu, esordisce in Serie A il 28 maggio 2017, nell'ultima giornata di campionato giocando titolare contro il Pescara.
La stagione successiva è ancora in panchina, dietro il titolare Sportiello. Viene schierato in Coppa Italia, mettendosi in mostra nella partita persa contro la Lazio, e nella parte finale del campionato dove invece mostra diverse incertezze specialmente nell'ultima gara di campionato persa 5-1 in casa del Milan.
Nella stagione seguente gioca le prime giornate del campionato: nella prima giornata contro la Sampdoria, pareggiata per 1-1; nella terza giornata contro l'Udinese, subentrando al titolare Lafont; e infine nella quarta giornata contro il Napoli, perso per 1-0. Nonostante le buone prestazioni il tecnico della squadra viola, Pioli, gli preferisce il suo compagno di reparto Alban Lafont: Drągowski non disputerà nessun'altra partita in maglia gigliata per il resto della stagione.
Il 22 gennaio 2019 viene ceduto in prestito fino al 30 giugno all'Empoli in cambio di Pietro Terracciano. Debutta il 17 febbraio, giocando da titolare la vittoriosa partita col Sassuolo (3-0). Da quella partita in poi diventa titolare fisso degli azzurri, e il 15 aprile 2019, nel match contro l'Atalanta, ha stabilito un record: l'estremo difensore dei toscani ha parato ben diciassette volte; secondo l'Opta non è mai accaduto negli ultimi 15 anni (da quando cioè raccolgono i dati completi) che un portiere parasse per diciassette volte in 90 minuti. Con la società azzurra totalizza 14 presenze con 24 reti subite; un ottimo girone di ritorno non basta comunque a evitare la retrocessione dell'Empoli, arrivata all'ultima giornata nella sconfitta per 2-1 a San Siro contro l'Inter (in cui lui aveva fornito un'ottima prestazione parando anche un rigore a Mauro Icardi).
Il 1º luglio 2019, terminato il prestito all'Empoli, ritorna alla Fiorentina. Il successivo 24 agosto esordisce nuovamente con la maglia viola nel match casalingo contro il Napoli, in una partita poi persa per 3-4. Da lì viene confermato titolare dei viola anche l'anno successivo, arrivando a diventare il primo portiere dei viola a fornire un assist in Serie A (a partire dal 2004-2005) il 13 marzo 2021 nel successo per 1-4 contro il Benevento.
L'anno successivo perde il posto da titolare per un infortunio che lo terrà fuori 4 mesi a favore di Pietro Terracciano.

#### Spezia

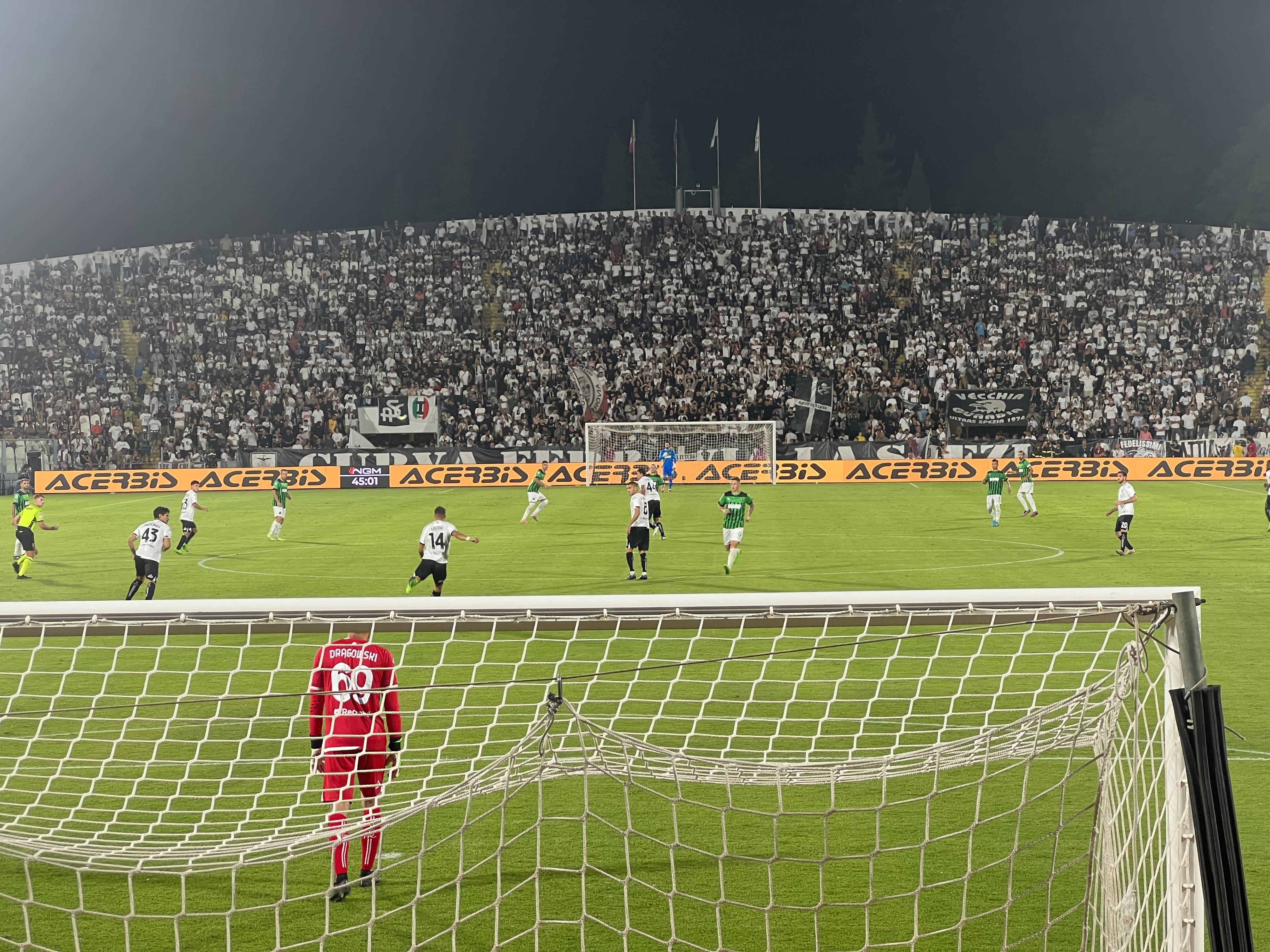
Drągowski (in maglia rossa, con il numero 69) con lo Spezia durante un incontro di campionato nell'agosto del 2022.

Il 10 agosto 2022, il portiere firma un contratto triennale con lo Spezia. Debutta con gli aquilotti il 14 agosto seguente, nel match vinto per 1-0 contro l'Empoli.
Fin dall'inizio del girone d'andata, Drągowski si impone nel ruolo di titolare fra i pali della formazione ligure, preferito dal tecnico Luca Gotti al collega Jeroen Zoet. Tuttavia, il 13 novembre successivo, durante l'incontro di campionato contro il Verona (poi vinto per 2-1 dalla sua squadra), in uno scontro di gioco con Kevin Lasagna subisce una lussazione della caviglia destra, che lo costringe a uno stop forzato, nonché alla rinuncia alla convocazione per i Mondiali in Qatar da parte della nazionale polacca.

#### Panathinaikos
Il 19 gennaio 2024, passa in prestito con diritto di riscatto al Panathīnaïkos, nella massima serie greca, fino al termine della stagione. Il 26 giugno successivo, viene ufficialmente riscattato a titolo definitivo dal club ellenico, con cui sottoscrive un contratto quadriennale.

### Nazionale
Drągowski ha rappresentato tutte le nazionali giovanili polacche, dall'Under-15 all'Under-21.
Il 7 ottobre 2020, debutta in nazionale maggiore nell'amichevole vinta per 5-1 contro la Finlandia.
Nel novembre del 2022, viene inizialmente incluso dal CT Czesław Michniewicz nella rosa polacca partecipante ai Mondiali di calcio in Qatar, ma a seguito di un infortunio subito con lo Spezia in campionato, viene sostituito in lista da Kamil Grabara.

## Statistiche

### Presenze e reti nei club
Statistiche aggiornate al 14 agosto 2025.
| Stagione                     | Club                         | Campionato                   | Campionato | Campionato | Coppe nazionali | Coppe nazionali | Coppe nazionali | Coppe continentali | Coppe continentali | Coppe continentali | Supercoppe | Supercoppe | Supercoppe | Totale | Totale |
| Stagione                     | Club                         | Comp                         | Pres       | Reti       | Comp            | Pres            | Reti            | Comp               | Pres               | Reti               | Comp       | Pres       | Reti       | Pres   | Reti   |
| ---------------------------- | ---------------------------- | ---------------------------- | ---------- | ---------- | --------------- | --------------- | --------------- | ------------------ | ------------------ | ------------------ | ---------- | ---------- | ---------- | ------ | ------ |
| 2013-2014                    | Jagiellonia                  | EK                           | 1          | -4         | CP              | 0               | 0               | -                  | -                  | -                  | -          | -          | -          | 1      | -4     |
| 2014-2015                    | Jagiellonia                  | EK                           | 29         | -30        | CP              | 1               | -4              | -                  | -                  | -                  | -          | -          | -          | 30     | -34    |
| 2015-2016                    | Jagiellonia                  | EK                           | 34         | -55        | CP              | 0               | 0               | UEL                | 4                  | -1                 | -          | -          | -          | 38     | -56    |
| Totale Jagiellonia Białystok | Totale Jagiellonia Białystok | Totale Jagiellonia Białystok | 64         | -89        |                 | 1               | -4              |                    | 4                  | -1                 |            | -          | -          | 69     | -94    |
| 2016-2017                    | Fiorentina                   | A                            | 1          | -2         | CI              | 0               | 0               | UEL                | 0                  | 0                  | -          | -          | -          | 1      | -2     |
| 2017-2018                    | Fiorentina                   | A                            | 3          | -8         | CI              | 2               | -3              | -                  | -                  | -                  | -          | -          | -          | 5      | -11    |
| 2018-gen. 2019               | Fiorentina                   | A                            | 3          | -2         | CI              | 0               | 0               | -                  | -                  | -                  | -          | -          | -          | 3      | -2     |
| gen.-giu. 2019               | Empoli                       | A                            | 14         | -24        | CI              | 0               | 0               | -                  | -                  | -                  | -          | -          | -          | 14     | -24    |
| 2019-2020                    | Fiorentina                   | A                            | 31         | -43        | CI              | 1               | -1              | -                  | -                  | -                  | -          | -          | -          | 32     | -44    |
| 2020-2021                    | Fiorentina                   | A                            | 36         | -55        | CI              | 0               | 0               | -                  | -                  | -                  | -          | -          | -          | 36     | -55    |
| 2021-2022                    | Fiorentina                   | A                            | 7          | -8         | CI              | 2               | -3              | -                  | -                  | -                  | -          | -          | -          | 9      | -11    |
| Totale Fiorentina            | Totale Fiorentina            | Totale Fiorentina            | 81         | -118       |                 | 5               | -7              |                    | 0                  | 0                  |            | -          | -          | 86     | -125   |
| 2022-2023                    | Spezia                       | A                            | 34+1       | -54 + -3   | CI              | 0               | 0               | -                  | -                  | -                  | -          | -          | -          | 35     | -57    |
| 2023-gen. 2024               | Spezia                       | B                            | 13         | -20        | CI              | 1               | -2              | -                  | -                  | -                  | -          | -          | -          | 14     | -22    |
| Totale Spezia                | Totale Spezia                | Totale Spezia                | 47+1       | -74 + -3   |                 | 1               | -2              |                    | 0                  | 0                  |            | -          | -          | 49     | -79    |
| gen.-giu. 2024               | Panathīnaïkos                | SL                           | 5+7        | -6 + -9    | CG              | 4               | -4              | -                  | -                  | -                  | -          | -          | -          | 16     | -19    |
| 2024-2025                    | Panathīnaïkos                | SL                           | 23+6       | -18 + -10  | CG              | 0               | 0               | UEL+UECL           | 4+9                | -2 + -14           | -          | -          | -          | 42     | -44    |
| 2025-2026                    | Panathīnaïkos                | SL                           | 0          | 0          | CG              | 0               | 0               | UCL+UEL            | 2+2                | -3+0               | -          | -          | -          | 4      | -3     |
| Totale Panathinaikos         | Totale Panathinaikos         | Totale Panathinaikos         | 41         | -43        |                 | 4               | -4              |                    | 17                 | -19                |            | -          | -          | 62     | -66    |
| Totale carriera              | Totale carriera              | Totale carriera              | 248        | -351       |                 | 11              | -17             |                    | 21                 | -20                |            | -          | -          | 280    | -388   |

### Cronologia presenze e reti in Nazionale
| Cronologia completa delle presenze e delle reti in nazionale ― Polonia | Cronologia completa delle presenze e delle reti in nazionale ― Polonia | Cronologia completa delle presenze e delle reti in nazionale ― Polonia | Cronologia completa delle presenze e delle reti in nazionale ― Polonia | Cronologia completa delle presenze e delle reti in nazionale ― Polonia | Cronologia completa delle presenze e delle reti in nazionale ― Polonia | Cronologia completa delle presenze e delle reti in nazionale ― Polonia | Cronologia completa delle presenze e delle reti in nazionale ― Polonia |
| Data                                                                   | Città                                                                  | In casa                                                                | Risultato                                                              | Ospiti                                                                 | Competizione                                                           | Reti                                                                   | Note                                                                   |
| ---------------------------------------------------------------------- | ---------------------------------------------------------------------- | ---------------------------------------------------------------------- | ---------------------------------------------------------------------- | ---------------------------------------------------------------------- | ---------------------------------------------------------------------- | ---------------------------------------------------------------------- | ---------------------------------------------------------------------- |
| 7-10-2020                                                              | Danzica                                                                | Polonia                                                                | 5 – 1                                                                  | Finlandia                                                              | Amichevole                                                             | -1                                                                     |                                                                        |
| 8-6-2022                                                               | Bruxelles                                                              | Belgio                                                                 | 6 – 1                                                                  | Polonia                                                                | UEFA Nations League 2022-2023 - 1º turno                               | -6                                                                     |                                                                        |
| Totale                                                                 |                                                                        | Presenze                                                               | 2                                                                      |                                                                        | Reti                                                                   | -7                                                                     |                                                                        |

## Palmarès
- Coppa di Grecia: 1

Panathinaikos: 2023-2024